# شينيتشيرو توموناغا
شينيتشيرو توموناغا (باليابانية: 朝永 振一郎) هو عالم فيزيائي ياباني حصل على جائزة نوبل للفيزياء عام 1965، وشاركه في الجائزة العالمان جوليان شفينجر، و ريتشارد فينمان.
ولد شينيتشيرو توموناغا في 31 مارس 1906، وتوفي في 8 يوليو 1979. وحاز على جائزة نوبل عن أبحاثه الرائدة في تطوير إلكتروديناميكا الكم quantum electrodynamics .

## روابط خارجية
- شينيتشيرو توموناغا على موقع الموسوعة البريطانية (الإنجليزية)
- شينيتشيرو توموناغا على موقع مونزينجر (الألمانية)
- شينيتشيرو توموناغا على موقع إن إن دي بي (الإنجليزية)